# Gustav von Lauer
Johann Friedrich Christian Gustav Adolph von Lauer, född 10 oktober 1808 i Wetzlar, död 8 april 1889 i Berlin, var en tysk läkare.
Lauer var livmedikus hos prins (slutligen kejsar) Vilhelm från 1844 till hans död, blev 1854 professor i allmän terapi vid medicinsk-kirurgiska akademien i Berlin. År 1864 blev han generalläkare vid gardeskåren och 1879 arméns generalstabsläkare och chef för fältläkareväsendet. Vid hans ämbetsjubileum 1888 överlämnade militärläkarkåren 30 000 mark såsom en Lauerstiftung till understöd åt militärläkares änkor och barn. Han adlades 1866.